# Barry Newman
Barry Foster Newman, född 7 november 1930 i Boston, Massachusetts, död 11 maj 2023 i New York, var en amerikansk skådespelare. 
Newman filmdebuterade 1960. Hans mest kända roll var huvudrollen i Jakten mot nollpunkten (Vanishing Point) 1971. Där porträtterade Newman antihjälten Kowalski som antar ett vad att leverera en Dodge Challenger från Denver till San Francisco på 15 timmar. Under 1970-talet gjorde han även huvudrollen som advokat i TV-serien Petrocelli. Fram till 2015 hade han medverkat i lite över 50 filmer och TV-produktioner.

## Filmografi, urval
- 1968 – Smart (TV-serie) (gästroll)
- 1970 – Anklagelsen
- 1971 – Jakten mot nollpunkten
- 1972 – Fruktan är mitt vapen
- 1984 – Död i dimma dold (miniserie)
- 1989 – Änglar i vitt (TV-serie)
- 1996 – Daylight
- 1999 – Knubbigt regn
- 2001 – Goda råd